# Национальный проект «Образование»
Национальный проект «Образование» — один из национальных проектов в России на период с 2019 по 2024 годы. В феврале 2020 года руководителем проекта был назначен министр просвещения России Сергей Кравцов.

## Описание
Национальный проект «Образование» ставит своими целями обеспечение глобальной конкурентоспособности российского образования, вхождение Российской Федерации в число 10 ведущих стран мира по качеству общего образования; воспитание гармонично развитой и социально ответственной личности на основе духовно-нравственных ценностей народов Российской Федерации, исторических и национально-культурных традиций; внедрение на уровнях основного общего и среднего общего образования новых методов обучения и воспитания, образовательных технологий, обеспечивающих освоение обучающимися базовых навыков и умений, повышение их мотивации к обучению и вовлечённости в образовательный процесс, а также обновление содержания и совершенствование методов обучения предметной области; формирование эффективной системы выявления, поддержки и развития способностей и талантов у детей и молодёжи, основанной на принципах справедливости, всеобщности и направленной на самоопределение и профессиональную ориентацию всех обучающихся; создание условий для раннего развития детей в возрасте до трёх лет, реализация программы психолого-педагогической, методической и консультативной помощи родителям детей, получающих дошкольное образование в семье;
Для этого предусмотрены
- создание современной и безопасной цифровой образовательной среды, обеспечивающей высокое качество и доступность образования всех видов и уровней;
- внедрение национальной системы профессионального роста педагогических работников, охватывающей не менее 50 процентов учителей общеобразовательных организаций;
- модернизация профессионального образования, в том числе посредством внедрения адаптивных, практико-ориентированных и гибких образовательных программ;
- формирование системы непрерывного обновления работающими гражданами своих профессиональных знаний и приобретения ими новых профессиональных навыков, включая овладение компетенциями в области цифровой экономики всеми желающими;
- формирование системы профессиональных конкурсов в целях предоставления гражданам возможностей для профессионального и карьерного роста;
- создание условий для развития наставничества, поддержки общественных инициатив и проектов, в том числе в сфере добровольчества (волонтёрства);
- увеличение не менее чем в два раза количества иностранных граждан, обучающихся в образовательных организациях высшего образования и научных организациях, а также реализация комплекса мер по трудоустройству лучших из них в Российской Федерации.

В структуру национального проекта «Образование» будет входить девять федеральных проектов. «Большой национальный проект состоит из федеральных проектов. Я коротко перечислю какие девять федеральных проектов будут входить. Первый проект — „Современная школа“ — это строительство, это реформа обучения, это, безусловно, повышение мотивации наших детей… Что касается второго проекта — „Успех каждого ребёнка“ — вот здесь цель гармонично развитой личности — чем больше развивается в направлениях ребёнок, тем лучше результат будет у взрослого», — сказала министр Просвещения России Ольга Васильева в рамках рабочего визита в республику Хакасия. Также министр рассказала, что в нацпроект войдет «Цифровая образовательная среда» и «Современные родители».
Общий бюджет проекта составит почти 784,5 млрд руб. В 2019 году на реализацию целей, по словам главы Минпросвещения Ольги Васильевой, должно быть направлено 75,7 млрд рублей.
17 ноября 2020 года Министерство просвещения РФ объявило о структурных изменениях в нацпроекте «Образование» с цель оптимизации выполнимых процессов. Первый замминистра просвещения РФ Дмитрий Глушко сообщил, что основные позиции федеральный проектов «Учитель будущего» и «Поддержка семей, имеющих детей» будут погружены в федпроект «Современная школа». Помимо этого для реализации в рамках нового национального проекта «Наука и университеты», из нацпроекта «Образование» исключены федеральные проекты «Новые возможности для каждого» и «Экспорт образования» и часть результатов федерального проекта «Молодые профессионалы». Вместо них в состав нацпроекта «Образование» включен новый федеральный проект «Патриотическое воспитание граждан РФ».

## Реализация
К 2020 году в рамках нацпроекта открыто 110 детских технопарков «Кванториум» в 76 регионах РФ, а к 2024 году их число достигнет 245. Технопарки представляют собой площадки для освоения перспективных инженерных направлений: IT, хай-тек, робототехника, промышленный дизайн, биотех, анализ данных и другие. Занятия в технопарках бесплатные.
Осенью 2020 года вице-премьер РФ Татьяна Голикова заявила о запуске в экспериментальном режиме единой цифровой образовательной среды. Она будет включать целый комплекс мер, в том числе инфраструктурные преобразования в школах и содержательный блок по разработке обновленного контента. Изменения направлены на повышение доступности и качества образования и должны обеспечить новые цифровые возможности для детей и учителей.
Проект «Билет в будущее» по ранней профориентации учеников 6-11-х классов, входящий в паспорт федерального проекта «Успех каждого ребенка», ежегодно позволяет 100 тысячам подростков получить рекомендации по индивидуальной образовательной траектории. В 2020 году в проекте были задействованы 80 регионов России.
При вузах станы открыто 30 «Домов научной коллаборации» —центров научного образования детей. В них ученики школ знакомятся с работой ученых, получая опыт совместной деятельности в научных исследованиях. Всего к концу 2020 года в подобных проектах приняли участие более 38 тысяч человек.
На основе образовательного центра «Сириус» создано 50 региональных центров выявления и развития талантов детей, в которых прошли обучение почти 400 тысяч подростков.
В рамках нацпроекта в сельских школах было запущено около 5 тысяч «Точек роста» — центров цифрового и гуманитарных профилей. Высокоскоростной интернет был проведен в 15,5 тысячах средних общеобразовательных учреждениях. Почти 8 тысяч школ получили новое оборудование. Построено и открыто 160 школ в общей сложности на 102 тысячи мест.
В 163 консультационных центрах около 2 миллионов родителей воспользовались услугами методической и психологической помощи.
Согласно опросу, проведенному АНО «Национальные приоритеты» совместно с Mail.ru Group узнаваемость национального проекта «Образование» к апрелю 2021 года выросла до 81 %.
В мае 2021 года президент России Владимир Путин поручил правительству в рамках реализации нацпроекта «Образование» совместно с ВЭБ.РФ обеспечить до конца 2024 года строительство не менее 1300 школ. Госкорпорация сообщила, что объем ее участия в данном проекте составит около 90 миллиардов рублей.
В феврале 2023 года правительство России в рамках федерального проекта «Патриотическое воспитание граждан РФ» выделило около 38 млрд рублей движению детей и молодежи «Движение первых» на проекты в сфере патриотического воспитания. В документе сообщается, что около 10 млрд рублей будут направлено в качестве субсидий региональным отделениям движения на «проекты по воспитанию подрастающего поколения и формирование личности». Помимо этого, в рамках проекта «Образование» около 7 млрд рублей планируется перечислить на мероприятия по вовлечению отдельных категорий граждан и организаций в систему патриотического воспитания детей и молодежи.
1 сентября 2024 года введены в эксплуатацию 132 школы, среди них 1300 с начала национального проекта «Образование» — цель, поставленная на старте проекта, выполнена досрочно. До конца 2024 года планировалось сдать еще 154 школы.

## Мнения
Академик РАО Виктор Болотов, анализируя опыт дистанционного обучения, отмечает, что «использование цифровых технологий сильно зависит от наличия техники и скорости интернета. И на этом фоне становится крайне видна дифференциация между детьми из богатых и бедных семей, мегаполисов и сельской местности. Эти задачи обещают решить два нацпроекта — «Образование» и «Цифровая экономика», а также федеральные и региональные программы.

## Критика
По заявлению Счетной палаты РФ, уровень исполнения бюджета в рамках нацпроекта «Образование» за период с января по сентябрь 2020 года составил 53,1%.